# Alejandro Montecchia
Alejandro Montecchia (né le 1er janvier 1972 à Bahía Blanca dans la province de Buenos Aires en Argentine) est un ancien joueur argentin de basket-ball, évoluant au poste de meneur de jeu. Il est champion olympique avec la sélection argentine en 2004 et vice-champion du monde en 2002.